# آریایی‌گرایی

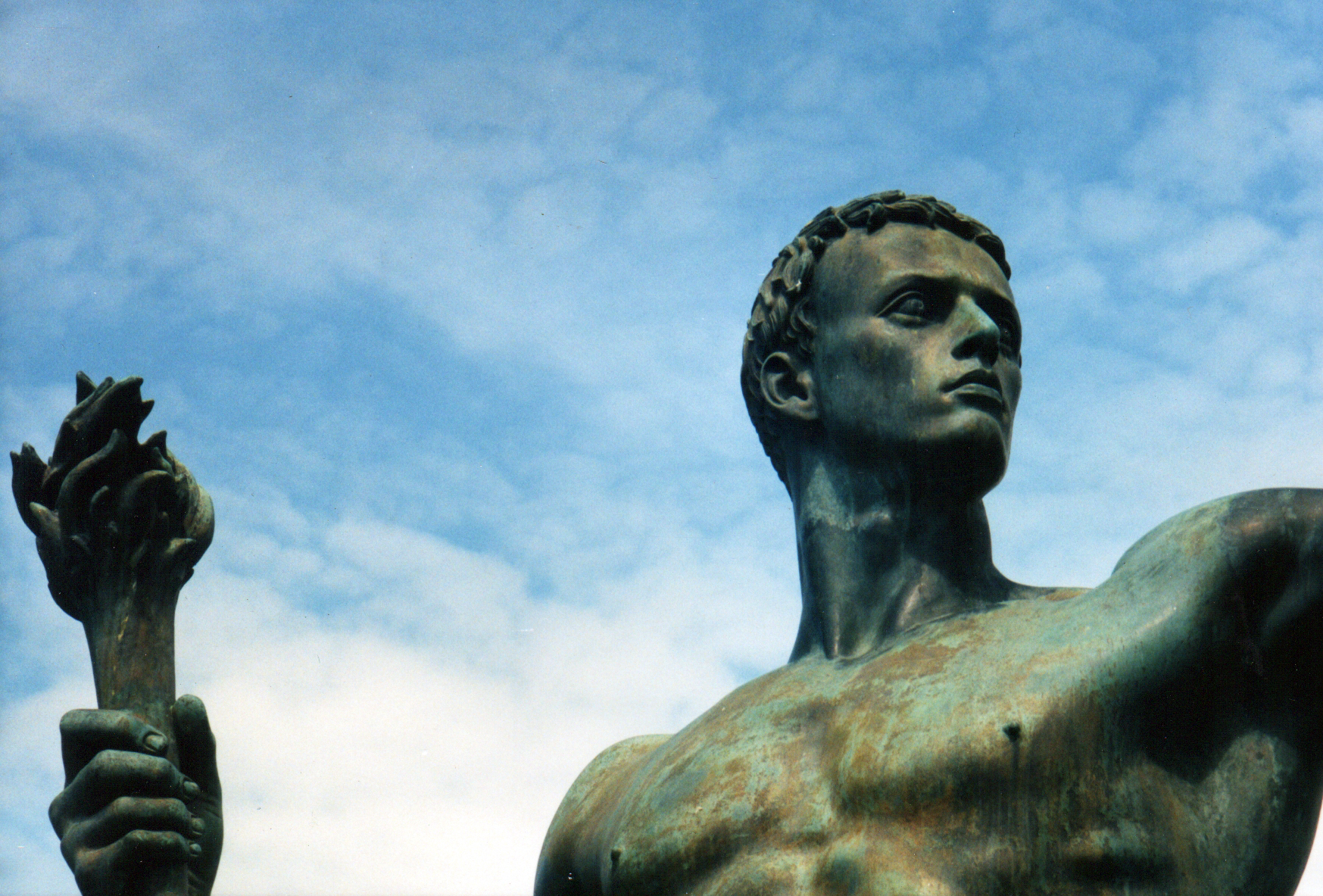
مجسمه نئوکلاسیک آرنو برکر که در سال ۱۹۳۹ در کنار یکی از ورودی‌های ساختمان صدراعظم رایش در برلین بود. این مجسمه بر آنچه که حزب نازی به عنوان ویژگی‌های آریایی مطلوب می‌دانست، تأکید می‌کند.

آریایی‌گرایی یا آریاگرایی، یک ایدئولوژی برتری نژادی است که نژاد آریاییِ فرضی را به عنوان یک گروهِ انسانی متمایز و برتر می‌داند و آن را مستحق حکمرانی بر بقیه بشریت می‌داند. آریایی‌گرایی که نخست توسط نظریه‌پردازانِ نژادپرستی مانند آرتور دو گوبینو و هیوستون استوارت چمبرلین ترویج شد، در آلمان نازی به اوج نفوذ خود رسید. در دهه‌های ۱۹۳۰ و ۱۹۴۰، رژیمِ آلمان این مرامی (ایدئولوژی) را با قدرت کامل به کار گرفت و با تهاجمش به لهستان در سال ۱۹۳۹ در تعقیب لبنسراوم (فضای زندگی برای مردم آریایی) بود که جرقهٔ جنگ جهانی دوم را زد. سیاست‌های نژادی که توسط نازی‌ها در دهه ۱۹۳۰ اجرا شدند، در طول تسخیر اروپا و شوروی به جد دنبال شدند و به نسل‌کُشیِ شش میلیون یهودی و یازده میلیون قربانی دیگر در آنچه که اکنون به عنوان هولوکاست شناخته می‌شود، به اوج خود رسیدند.
مَرامیِ نازیسم بر این تصور است که نژاد آریاییِ باستان یک نژاد برتر است که بالاترین مقام را در سلسله مراتب نژادی دارد و اینکه مردمان ژرمن، خالص‌ترین مردمانِ موجود از این نژاد آریایی هستند. تصور نازی‌ها از نژاد آریایی برخاسته از طرفدارانِ پیشینِ یک تصور برتری‌طلبانه از نژاد است که توسط شخصیت‌های نظریه‌پردازِ نژادی‌ای مانند آرتور دو گوبینو و هیوستون استوارت چمبرلین توصیف شده است.

## زمینه
در اواخر سدهٔ نوزدهم میلادی، شماری از نویسندگان متأخر، مانند انسان‌شناس فرانسوی، وِشِر دِه لاپوژ (Vacher de Lapouge) در کتاب خود به نامِ L'Aryen، استدلال کردند که این شاخهٔ برتر را می‌توان از نظر زیست‌شناختی با استفاده از شاخص سفالیک (معیار شکل سر) و موارد دیگر شناسایی کرد. او استدلال می‌کرد که اروپایی‌هایِ درازسَرِ دولیکوسفالیکِ بور، که مشخصاً در اروپای شمالی یافت می‌شوند، رهبران طبیعی‌ای هستند که مقدر شده بودند بر مردمانِ «کوتاه‌سر» حکومت کنند. نظریه‌های همسانی توسط آرتور دو گوبینو و هیوستون استوارت چمبرلین هم ترویج شد.
گاهی شاخه‌های علوم نوین نیز بازیچهٔ دست اندیشمندان برای توجیهِ باورهای مطلوب و نادرستِ ایشان می‌شوند. زبان‌شناسی نیز از این قاعده مستثناء نبوده است. اروپاییان از قرون وسطی با پرسشِ «زبان اولیهٔ انسان، زبانِ آدم و حوا و آدمیانِ باغ عدن چه بود؟» («قدیمی‌ترین زبان چه بود؟»، «برترین زبان کدام است؟» و مانندشان) مشغلهٔ ذهنی داشتند. برخی از روحانیان مسیحی مانند آگوستین قدیس آن زبان را عبری می‌دانستند و برخی مانند گریگوری نیسا با این ایده قویاً مخالفت کرده و دید منفی‌ای نسبت به زبان عبری داشتند که ناشی از تصورِ منفی‌شان از خودِ یهودیان بود. در دورهٔ رنسانس بحث بر سر زبان عدن شدت گرفت و در پایان این عصر گوتفریت لایبنیتس با مقایسهٔ ریشهٔ واژگان، باعثِ پیدایشِ رشتهٔ زبان‌شناسی تطبیقی در علوم انسانی شد. با رسیدن شدگان ۱۶ تا ۱۸اُم و پیدایشِ جنبش‌های ملی‌گرایانه، هر کدام از ملل اروپایی تمایل داشتند زبان خودشان را کهن‌ترین زبان معرفی کنند. با ظهورِ نظریهٔ زبان‌های هندواروپایی، زبان‌شناسان به دو گروه تقسیم شدند. گروهی همچنان با دید مذهبی به دنبال زبان باغ عدن و دومی با رویکردِ تازه به دنبال کهن‌ترین زبانِ بشر. دلیل این افتراق به بحث‌های پیرامون زبان عبری بازمی‌گشت. به مرور زمان این ایده که «زبان هر فرد آیینهٔ ذهن آن فرد است» و «تحولات زبان، روحیات گویشورانش را بازمی‌تاباند» توسطِ لایبنیتس و یوهان گوتفرید فون هردر مطرح و فراگیر شد. همین دیدگاه سبب شد تا زبان به عنوان منبع کشف صفاتِ متمایزِ اقوام و ملل از یکدیگر شناخته شود و حتی جایگاهی برابر با هویت پیدا کند. هردر هرچند معتقد بود که در آینده، تمایزهای زبانی و هویتی در اروپا رنگ خواهند باخت و جملگیِ مردمان قاره، خود را فقط تابع قوانین اروپایی معرفی خواهند کرد اما همچنان نگاه تحقیرآمیزی به عبری داشت. نازی‌ها از آراءِ او در یهودی‌ستیزیِ خود بهره می‌جستند. در دههٔ پایانی سدهٔ هجدهم و اوایل سدهٔ نوزدهم که نظریهٔ زبان‌های هندواروپایی با اطلاع اروپاییان از زبان سانسکریت قوام یافته بود، سانسکریت به عنوان کهن‌ترین زبان تبدیل به رقیب عبری شد. (اروپایی‌ها از طریق شناختنِ زبان سانسکریت بود که با لفظِ «آریایی» آشنا شدند) از آنجایی که سانسکریت و دیگر زبان‌های هندوایرانی، جَدِّ زبان‌های هندواروپایی محسوب می‌شدند و گویشورانِ این زبان‌ها در متون باستانی خود را با واژهٔ «آریایی» (و معادل‌هایش) معرفی کرده بودند، استفاده از این واژه برای اشاره به گویشورانِ بقیهٔ زبان‌های هندواروپایی (به عنوان نوادگان زبان‌های مادرِ هندوایرانی) نیز مرسوم شد. ویلیام جونز که پدر این نظریه محسوب می‌شود، زبان‌های فارسی، یونانی، گوتیک و سلتیک را هم هم‌خانواده‌های زبان سانسکریت معرفی کرد. اغلب شاخه‌های علوم انسانی مانند مردم‌شناسی و اسطوره‌شناسی نیز تحت تأثیرِ این نظریه قرار گرفتند و همگی اندیشمندان این حوزه همسو شده بودند که برای دستیابی به تصویرِ دقیقی از جامعهٔ پیشاتاریخ باید به تحلیلِ تطبیقیِ ریشه‌های زبان‌های هندواروپایی پرداخت. تعدد زبان‌های هندواروپایی، بازتابی از توانایی مهاجرت مردمانش تعبیر می‌شد. آن‌ها را به عنوان فاتحان بزرگی که دیاسپورایی از هند تا دورترین نقاط غربی اروپا داشته‌اند، بررسی می‌کردند و در مقابل، از سامی‌ها به عنوان مردمانی ساکنِ یک جغرافیای ثابت، با اندک زبان‌ها و فرهنگی محدود یاد می‌شد. به باور محققان این عصر، سامی‌ها نه در مکان که بلکه در زمان هم ثابت مانده و ایستایی‌شان سبب شده بود هیچ نقشی در پیشرفت‌های تاریخیِ جهان قرنِ نوزدهم نداشته باشند. در سدهٔ نوزدهم کسانی مانند ارنست رنان، زبان‌های سامی را سرچشمه‌های تمدن بشری معرفی کردند. ارنست رنان از علم لغت‌شناسی (Philology) به عنوان داور نهایی علوم انسانی یاد می‌کرد. او با همین نگاه به سراغ واکاوی «روح زبان» رفت. برای مثال باور داشت که آریایی و سامی هر کدام فراتر از اینکه یک خانوادهٔ زبانی باشند، بنابر بر مشیت الهی، هر یک نقش خود را ایفاء کرده‌اند. او زبان‌های هندواروپایی را خانوادهٔ عظیمی می‌دانست که منعکس‌کنندهٔ شخصیت متمایز مردمانش از جمله یونانی‌ها، ایرانی‌ها، هندی‌ها و آلمانی‌ها است. درعین‌حال، زبان سامی را متشکل از چند گویش (dialect) تعریف می‌کرد که تفاوت چندانی با هم نداشتند. در چنین برداشتی، زبان‌های آریایی (هندواروپایی) به تسلط و درک بشر از طبیعت منجر شده بودند. به باور رنان حتی درک مفهوم زمان، ابداعِ علم و اسطوره و هنر نیز از مسیر زبان‌های آریایی می‌گذشت. او معتقد بود زبان‌های سامی، نظیر عبری و عربی، تنها راز وَحدانیت را مکشوف کرده‌اند و عبری را زبانی خام می‌دانست که هیچ گامی برای توسعهٔ گنجینهٔ زبانی خود برنداشته است. با توجه به اقبالِ اندیشمندان اروپایی به ایدهٔ «یکی‌بودنِ یک «زبان» با «ذهن و روحیات و اخلاقیاتِ گویشورانش» و توانایی کشفِ یکی از این‌ها از طریقِ دیگری» که پیشتر هم ذکر شد، به زودی اقوام دارای زبان آریایی یا هندواروپایی در فرهنگِ علمِ زبان‌شناسیِ آن سال‌ها به عنوان نژاد معرفی شدند. هر چند لازم است ذکر شود که این رویداد بیشتر مربوط به کشورهای غیرآلمانی بود. پنداشت‌های این‌گونه پژوهندگانْ از بهشت باستانی آریایی و فضایل شاخصی که آریایی‌ها را تا امروز از دیگران متمایز می‌سازد، به ایجاد نوعی اسطورهٔ آریایی انجامید که شالوده‌ای شد برای نظریه‌هایِ پریشانِ بعدی و به دیگران امکان داد که آن را گسترش دهند. موج غالب آریایی‌گرایی در اروپا زبان‌های هندواروپایی را به عنوان زبان‌هایی پویا در گذر زمان و زبان‌های سامی را به عنوان زبان‌هایی ایستا که در مرحلهٔ ابتدایی خود متوقف مانده‌اند، معرفی می‌کرد. از همین منظر، سامی زبانی با ایمانی سرسختانه دربارهٔ یکتاپرستی «بدون کوچک‌ترین تلاشی برای تفکر یا استدلال در مورد معانی و مفاهیم انتزاعی فلسفی» دسته‌بندی شد و همین نشان‌دهندهٔ ناتوانی‌اش در بلوغ زبانی قلمداد شد. اولندر می‌نویسد، چنین استدلالی بازتابِ این ایده بود که بین ساختارِ یک زبان و روحی که آن را ساخته، پیوندی ضروری وجود دارد؛ بنابراین، زبانِ سخت و سازش‌ناپذیرِ سامی، نشان‌دهندهٔ روح سرسخت و سازش‌ناپذیر یهودی‌ها و عرب‌ها تعبیر می‌شد. ماکس مولر ادعا می‌کرد که یک تفاوتِ زبان‌های آریایی (هندواروپایی) با عبری در این است که لغات آریایی از آزادی بیش‌تری برخوردار بوده‌اند و در نتیجه، قدرت بیش‌تری برای تخیل، خلق و ساخت اسطوره داشته‌اند. او همچنین از آغازندگانِ ارائهٔ تفاسیر نژادی از ریگ‌ودا بود. در میان نخستین ستایشگران موج آریایی‌گرایی، آدولف پیکتت، بلندپروازانه‌ترین تفسیر را ارائه می‌دهد. او آریایی‌ها را «نژاد برگزیده» و دارای «استعدادهای ذاتی» معرفی می‌کند که برای فتح جهان انتخاب شده‌اند. پیکته می‌خواست درست مانند باستان‌شناسان که از روی فسیل‌ها دست به تحلیل رفتار و عادت‌های غذایی حیوانات می‌زنند، با اندک واژه‌های نیاهندواروپاییِ باقیمانده نیز به تحلیل و بازسازی این زبانِ اولیه و مادر بپردازد. او در مسیر این کندوکاوها با بررسی متن‌های قدیمی هندی و ایرانی، مفهوم یکتاپرستی را هم به آریایی‌ها نسبت می‌دهد و امتیاز وحدانیت که رنان به سامی‌ها داده بود را هم از عبری پس می‌گیرد. به این ترتیب، نخستین یکتاپرستان، دیگر از سنت سامی نمی‌آمدند. پیکته توانست از زرتشت رقیبی برای موسی بتراشد، پیامبری که از ایران، به عقیدهٔ پیکته یک کشور آریایی، یکتاپرستی را ترویج کرده بود. استعمارِ هندوستان در نظر پیکته این بود که آریایی‌های اروپا پس از چهار تا پنج هزار سال جدایی، از راهی پرپیچ‌وخمی به سوی برادران هندی خود بازگشته‌اند و بر آنها مسلط شده‌اند تا عناصر تمدن برتر خود را ارزانیِ برادرانِ «عقب‌ماندهٔ» شرقی کنند.
در سدهٔ نوزدهم میلادی، انسان‌شناسی زیستی توسط عده‌ای بصورت نژادپرستی علمی ظاهر شد و آریایی را تحتِ عنوانِ نژادی از زیرشاخه‌های نژاد قفقازی (Caucasian or Europid race) تعریف گردید. این نژاد از نظرِ آنان شامل همه هندواروپایی‌زبانانی می‌شد که نیاکان آنان هندواروپایی‌های اولیه بودند و پس از سده‌های میانه در شمال هند، سریلانکا، مالدیو، پاکستان، گُجرات، مهاراشترا، بنگلادش، نپال، شرق و شمال شرقی هند، اروپا، آسیا، روسیه، بخش انگلیسی‌زبان آمریکا، کبِک، جنوب آمریکای لاتین، آفریقای جنوبی، استرالیا، نیوزیلند، ارمنستان، ایران، افغانستان و تاجیکستان سکنی گزیدند.
در دهه ۱۸۵۰ میلادی، آرتور دو گوبینو (Gobineau de Arthur) در کتابی با نام «یادداشتی بر نابرابری نژادهای انسانی» استدلال کرد که «آریان» همان تمدن هندواروپایی پیشاتاریخی است که زبان‌شناسان از آن سخن رانده‌اند. بعدها گوبینو اعتقاد پیدا کرد که تنها سه نژاد اصلی شامل سفید، زرد و سیاه وجود داشته است و بقیه نژادها از ازدواج بین نژادی (به ویژه با افراد سفید) به وجود آمده‌اند. او حتی ادعا کرد که ازدواج بین نژادی سبب هرج و مرج در نژادها شده است. بر طبق نظر گوبینو، آریایی‌هایی شمال اروپا نژاد برتر بودند که به‌طور کامل از لحاظ نژادی خالص باقی مانده‌اند. از نظر او مردمان جنوب اروپا (شامل اسپانیا و جنوب فرانسه)، شرق اروپا، شمال آفریقا، خاورمیانه، ایران، هند و آسیای مرکزی، کاملاً با نژادهای غیر آریایی آمیخته شده‌اند و دارای ارزشی به مراتب پایین‌تر هستند. به عبارت دیگر، میان آریاانگاران نیز ستیزهایی بر سر میزان خلوص نژادی رایج است و هر دسته از آنان بنا به مصالح و منافع خود، آن دیگری را دارای خون خالص نمی‌داند. در دهه ۱۸۸۰ میلادی، تعدادی از زبان‌شناسان و انسان‌شناسان استدلال کردند که خاستگاه اقوام آریایی در جایی از شمال اروپا بوده است. هدف از طرح این موضوع آن بود که به‌طور غیر مستقیم منشأ اولیه وداها (Vedas) و آیین هندو (Hinduism) را در اروپا معرفی کنند؛ ادعایی که آشکارا هم نشانه جهل و هم نشانه نژادپرستی بود. پس از آنکه یک زبانشناس به نام کارل پنکا (Penka Karl) این ایده که منشأ اولیه اقوام آریایی شبه جزیره اسکاندیناوی بوده است را مطرح کرد، منطقه خاصی در شمال اروپا به عنوان خاستگاه اولیه آریاییان در نظر گرفته شد. او همچنین معتقد بود که آریاییان باید با ویژگی‌های ظاهریِ مردمان شمال اروپا یعنی موهای بور و چشمان آبی شناخته شده و متمایز گردند. تعدادی از نویسندگان بعدی مانند انسان‌شناس فرانسوی «واشر دو لپوژ» Lapouge de Vacher) Georges) در کتابش تحت عنوان «آریایی» (Aryen’L) ادعا کرد که این شاخه برتر می‌تواند بوسیله ویژگی‌های زیست‌شناسی و با استفاده از شاخص جمجمه یا سنجش شکل سر (index Cephalic) یا شاخص‌های دیگر شناخته شود. او همچنین ادعا کرد اروپاییانی که «موی بور و جمجمه‌های کشیده» دارند و با چنین ویژگی‌هایی در شمال اروپا دیده می‌شوند، به‌طور طبیعی رهبرانی هستند که مقدر گردیده‌اند بر انسان‌های «جمجمه کوتاه/براکیوسِفالی» (Peoples Brachiocephalic) حکومت کنند. تقسیم‌بندی نژاد قفقازی به سه نژاد آریایی، سامی و حامی در اصل مبنایی زبانشناسی داشت و بر اساس انسان‌شناسی زیستی نبود. بر اساس انسان‌شناسی زیستی، نژاد قفقازی به سه نژاد نوردیک (ژرمن)، آلپی و مدیترانه‌ای تقسیم‌بندی می‌شد. بعدها نژاد آریایی که بر مبنای تقسیم‌بندی زبانشناسی بود، در بین برخی از باستان‌شناسان و زبان‌شناسان به نژاد نوردیک که مبنایی فیزیکی (ظاهری) داشت، بسیار نزدیک گردید و با آن یکسان تلقی شد و این یکسان‌پنداری باعثِ پیدایشِ فرضیاتی شد که منشأ آریایی‌ها (هندواروپایی‌ها) را آلمان می‌دانستند و فرضیات قبلی مبنی بر اسکان هندواروپاییان نخستین در اسپت‌های روسیه را به چالش می‌کشیدند و باعث شدند که اصطلاح «هندوژرمنی» برای اشاره به زبان‌های هندواروپایی در کنار واژهٔ «آریایی» مرسوم شود.

## آریاگراییِ نازی‌ها
پس از جنگ جهانی اول، چنین تصوری ایجاد شده بود که علت شکست آلمان، خیانت از درون بوده است به این معنا که ازدواج بین نژادی عامل این شکست بوده و گواه آن نیز انحرافی است که بوسیله اتحادیه‌های کارگری سوسیالیست و دیگر گروه‌های به زعمِ آنان خرابکار نمایندگی شده است. آلفرد روزنبرگ (Alfred Rosenberg) با قطعیت ادعا کرد که یک تهدید «نژادی در همگنی تمدن آریایی شمال اروپا» یا «شمال آتلانتیس» در آلمان وجود داشته است. از دیدگاه روزنبرگ، آن تهدید نژادی، «نژاد یهودی سامی» بود. بنابر این در حالیکه مردم همگن و آریایی آلمان به عنوان یک «نژاد برتر»، قادر یا علاقه‌مند به آفرینش و حفظ فرهنگ محسوب می‌شدند، نژادهای دیگر صرفاً قادر به واژگونه‌کردن یا تخریب فرهنگ به حساب می‌آمدند.

مارا، دختر رومن ویشنیاک در جلوی یک مغازهٔ فروشندهٔ دستگاهِ «آریایی‌سَنج [براساس ابعاد جمجه]» در برلین سال ۱۹۳۳ ایستاده است.

نظریه‌پردازِ نژادی نازی، هانس اف. کی، اروپاییان را به پنج زیرنژاد تقسیم می‌کند: نژاد مدیترانه‌ای، نژاد بالتیک شرقی، نژاد نوردیک، نژاد دیناری و نژاد آلپایْن. گونتر، نوردیک‌ها را در بالاترین درجهٔ سلسله‌مراتب نژادی در میان این پنج زیرنژادِ اروپایی نهاد. گونتر در کتاب خود با نامِ Rassenkunde des" deutschen Volkes (علم نژادی مردم آلمان)» در سال ۱۹۲۲، آلمانیان را به عنوان ترکیبی از هر پنج زیرگروه اروپایی معرفی کرد و در این میان، حضور عنصر نوردیک در میان آلمانی‌ها قوی‌تر می‌دانست. گونتر باور داشت که مردم اسلاو از «نژاد شرقی»، نژادی که از آلمانی‌ها و نوردیک‌ها جدا است هستند و در مورد مخلوط کردن «خون آلمانی» با خون اسلاو هشدار داد. او هر زیرگروه نژادی را با توجه به ظاهر فیزیکیِ کلی و ویژگی‌های روان‌شناختی آن‌ها از جمله «روح نژادی» (ویژگی‌های عاطفی و اعتقادات مذهبی) آن‌ها تعریف کرد و اطلاعات دقیقی در مورد رنگ مو، چشم، پوست و ساختارِ صورت ایشان ارائه کرد. او عکس‌هایی از آلمانی‌هایی ارائه کرد که در مکان‌هایی مانند بادن، اشتوتگارت، سالزبورگ و شوابن به عنوان نوردیک شناخته می‌شدند. و همچنین عکس‌هایی از آلمانی‌هایی به‌ویژه در فورارلبرگ، باواریا و منطقه جنگل سیاه بادن که او به‌عنوان نوع آلپ و مدیترانه‌ای شناسایی‌شان کرده بود. آدولف هیتلر این کتاب را خواند و از آن در سیاست‌های نژادی‌اش تأثیر پذیرفت. گونتر با پشتیبانیِ نازی‌ها در سال ۱۹۳۲به سِمَتی در بخش مردم‌شناسیِ دانشگاه ینا شد و هیتلر هم در سخنرانی افتتاحیه گونتر شرکت کرد.

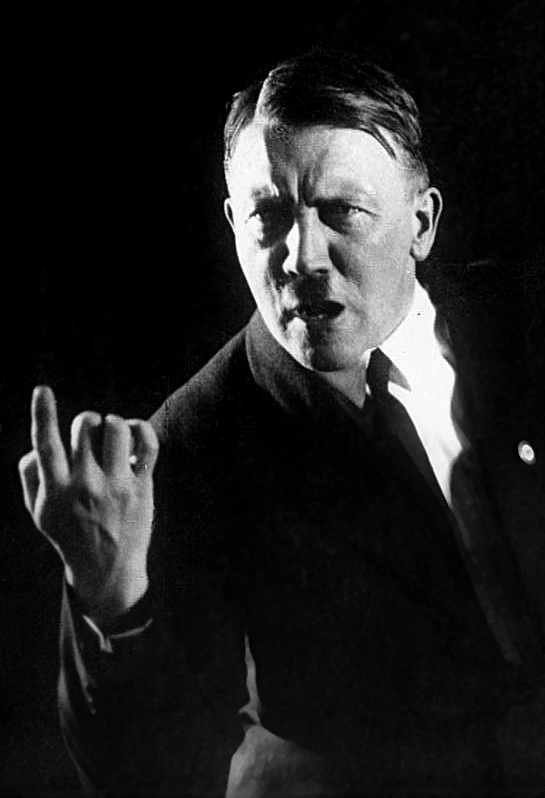
آدولف هیتلر

گونتر، آریایی‌ها را از یهودیان متمایز کرد و یهودیان را از نژادهای غیر اروپایی تشخیص داد. او یهودیان در از نژاد «نژاد آسیای نزدیک» یا «نژاد آرمنوئید» طبقه‌بندی کرد و گفت که چنین ریشه‌هایی باعث می‌شود یهودیان اساساً ناسازگار و متفاوت از نژاد اروپایی‌ها باشند. این ارتباط یهودیان با نوعِ آرمنوئید، توسط یهودیانِ صهیونیست هم که ادعا می‌کردند یهودیان گروهی در این نوع هستند، مورد استفاده قرار گرفته بود. او ادعا کرد که نژاد خاور نزدیک در هزاره‌های پنجم و چهارم پیش از میلاد از قفقاز نشأت گرفته و به آسیای صغیر و میان‌رودان و در پایان به سواحل غربیِ دریای مدیترانهٔ شرقی گسترش یافته است. او علاوه بر این که ارامنه و یهودیان را دارای ویژگی‌های خاورِ نزدیکی می‌دانست، آنها را به چندین قوم معاصر دیگر چونان یونانی‌ها، ترک‌ها، سوری‌ها و ایرانیان نسبت داد. او در اثر خود «ویژگی‌های نژادی قوم یهود»، روح نژادی نژاد خاور نزدیک را با تأکید بر «روح تجاری» (هندلگیست) تعریف کرد و آنها را به عنوان «تجار ماهر» توصیف کرد. این اصطلاح را نظریه‌پرداز نژادی، ساموئل ویسنبرگ هم برای توصیف ارامنه، یونانی‌ها و یهودیان معاصر به کار گرفته شده بود. گونتر روحِ و افرادِ نژاد خاور نزدیک را عمدتاً از تاجران دارایِ روحیه تجاری و باهوش دانست با این ادعا که این نژاد، دارای مهارت‌های دستکاری روانیِ قوی‌ای است که به آنها در تجارت کمک می‌کند. او ادعا کرد که نژاد خاور نزدیک نه برای تسخیر و بهره‌برداری از طبیعت که برای تسخیر و استثمار مردم پرورش یافته است.
تصور هیتلر از «آریاییِ برتر» صراحتاً منهای اسلاوها بود. او اسلاوها را دارای تأثیرات خطرناک یهودی و آسیایی می‌دانست. به همین دلیل، نازی‌ها اسلاوها را دون‌انسان اعلام کردند. هرچند درصد اندکی از اسلاوهایی که نازی‌ها ایشان را از تبار مهاجران آلمانی می‌دانستند، استثنا محسوب می‌شدند. هیتلر، اسلاوها را به عنوان «توده‌ای از بردگانِ متولدشده که نیاز به ارباب را احساس می‌کنند» توصیف کرد. هیتلر اعلام کرد که چون اسلاوها مادون انسان هستند، کنوانسیون ژنو برای آن‌ها قابل اجرا نیست و سربازان آلمانی در جنگ جهانی دوم اجازه داشتند کنوانسیون‌های ژنو را در مورد اسلاوها نادیده بگیرند. هیتلر اسلاوها را «خانواده خرگوش» نامید به این منظور که آنها ذاتاً بیکار و بی‌نظم هستند. جوزف گوبلز، وزیر تبلیغات آلمان نازی، در رسانه‌ها را از اسلاوها به‌عنوان جانورانی بدوی که از تندراهای سیبری بودند و مانند «موج تاریک کثیفی» بودند، گفت. تصور نازی‌ها از اسلاوها که غیرآریایی‌های پست‌تر هستند، بخشی از دستور کار ایجاد لبنسراوم («فضای زندگی») برای آلمانی‌ها و دیگر مردم ژرمنی در اروپای شرقی را تعیین کرد که در طول جنگ جهانی دوم تحت طرح جامع برای شرق برای میلیون‌ها آلمانی و دیگر آلمانی‌ها آغاز شد. شهرک‌نشینان به سرزمین‌های فتح‌شدهٔ اروپای شرقی منتقل می‌شدند و ساکنان اصلی اسلاو باید نابود، حذف یا به بردگی گرفته می‌شدند. دولت مستقل کرواسی، متحد آلمان نازی، این تصور رایج که کروات‌ها عمدتاً یک قوم اسلاو هستند را رد کرد و مدعی شد که کروات‌ها عمدتاً از نوادگان گوت‌های ژرمن اند. با این حال، رژیم نازی به رغم اتحاد، کروات‌ها را به عنوان یک «زیرانسان» طبقه‌بندی کرد. سیاست آلمان نازی در قبال اسلاوها در پاسخ به کمبود نیروی انسانی نظامی تغییر کرد و به موجبِ آن، اسلاوها را پذیرفت تا در نیروهای مسلح آلمان در سرزمین‌های اشغالی خدمت کنند و در توجیهِ این عمل، این رویکرد را ابزاری عمل‌گرایانه معرفی کردند.
زمان کوتاهی پس از به قدرت رسیدنِ نازی‌ها در سال ۱۹۳۳، آنها قانون احیای خدمات عمومی حرفه‌ای را تصویب کردند که بر اساس آن، همهٔ کارمندان دولت ملزم به ارائه مدرکی دال بر اصل و نسبِ آریاییِ خود بودند و «غیر آریایی» را به عنوان فردی با یک پدربزرگ و مادربزرگ یهودی تعریف کردند. در سال ۱۹۳۳، آلبرت گورتر، مقام وزارت کشور آلمان، یک تعریف رسمی از «نژاد آریایی» برای قانون تازه ارائه کرد که شامل همهٔ اروپایی‌های غیر یهودی می‌شد اما این تعریف برای نازی‌ها مقبول نبود. با این حال، آخیم گرکه پیش‌نویس قانون خدمات کشوریِ گورتر را اصلاح کرد و در آن آریایی‌ها را به‌عنوان افرادی «قبیله‌ای» مرتبط با «خون آلمانی» طبقه‌بندی کرد. قوانین نژادی نورنبرگ در سال ۱۹۳۵، افرادی را که دارای «خون آلمانی یا خویشاوند» بودند را به عنوان «نژاد مورد پذیرش» طبقه‌بندی کرد.

پوستر تبلیغاتی آلمان نازی که کلیسای کاتولیک را به خاطر لفاظی‌های نسبتاً ضد نژادپرستانه و فلسفی‌اش مورد انتقاد قرار می‌دهد.

هیتلر اغلب شک داشت که آیا چک‌ها آریایی هستند یا نه. او در سخنرانی میز خود گفت: «برای یک چک کافی است که سبیل بگذارد تا هرکسی متوجه شود که اصلش مغولی است.» این سؤال که آیا ایتالیایی‌ها هم به اندازهٔ بسنده آریایی هستند یا نه، توسط نظریه‌پردازانِ نژادی نازی مورد پرسش قرار گرفت. هیتلر ایتالیایی‌های شمالی را بسیار آریایی می‌دانست اما ایتالیایی‌های جنوبی را نه. نازی‌ها سقوط امپراتوری روم را در نتیجهٔ آلودگی خون به دلیلِ اختلاط نژادی می‌دانستند و ادعا می‌کردند که ایتالیایی‌ها ترکیبی از نژادها همچون نژادهای سیاه‌پوست آفریقایی هستند. هیتلر حتی در نخستین دیدارِ خود با موسولینی در سال ۱۹۳۴ به دیدگاهِ خویش پیرامونِ حضورِ خون سیاه‌پوست در مردمان مدیترانه اشاره کرد. تعریف «آریایی» به اندازه‌ای سَیّال بود که نازی‌ها این پرسش را مطرح کردند که آیا گروه‌های قومی اروپایی مانند فنلاندی‌ها یا مجارها باید به عنوان «آریایی» طبقه‌بندی شوند یا نه. مجارها به عنوان «ناهم‌قبیله‌ایِ بیگانه» طبقه‌بندی می‌شدند اما لزوماً «بیگانهٔ خونی» نبودند. در سال ۱۹۳۴ نازی‌ها جزوه‌ای منتشر کردند که مجارها را هم آریایی اعلام کرد. سال بعد، نازی‌ها در مقاله‌ای گفتند که بر سر وضعیت نژادی مجارها اختلافاتی وجود دارد. و به درستی هم در اواخر سال ۱۹۴۳، اختلافاتی در مورد اینکه آیا مجارها باید به عنوان آریایی طبقه‌بندی شوند یا نه وجود داشت. در سال ۱۹۴۲، هیتلر اعلام کرد که فنلاندی‌ها «مردمانِ همسایهٔ نژادیِ ژرمن‌ها هستند».
ایدهٔ «خاستگاه شمالی آریایی‌ها» به ویژه در آلمان تأثیرگذار بود. عموماً باور بر این بود که «آریایی‌های ودایی» از نظر قومی با گوت‌ها، وندال‌ها و دیگر مردمان آلمانی باستانی در دورهٔ مهاجرت یکسان هستند. این ایده اغلب با عقاید یهودستیزی آمیخته بود. تمایز بین قوم «آریایی» و «سامی» بر اساس تاریخِ زبانی و قومیِ فوق‌الذکر بود. یک نظریه کامل و بسیار گمانه‌زنی پیرامونِ تاریخ آریایی و یهودستیزی را می‌توان در اثر اصلی آلفرد روزنبرگ، به نامِ اسطورهٔ سدهٔ بیستم یافت. اقوام سامی به عنوان یک حضور بیگانه در جوامع آریایی تلقی می‌شدند و نظریه‌پردازان پیشانازی مانند هیوستون استوارت چمبرلین اغلب مردم سامی را به عنوان عامل تبدیل و تخریب نظم و ارزش‌های اجتماعی و عاملِ سقوط فرهنگ و تمدن اشاره می‌دیدند.
نازی‌ها برای حفظ خلوصِ این نژاد، برنامه‌های اصلاح نژادی‌ای مانندِ ضد اختلاط، عقیم‌سازی اجباری بیماران روانی و ناتوان‌های ذهنی، اعدام بیماران روانی نهادینه‌شده به عنوان بخشی از برنامه اتانازی و… را اجرا کردند.
هاینریش هیملر (رایشفورر اس اس)، شخصی دستورِ آدولف هیتلر مبنی اجرای راه حل نهایی یا هولوکاست را دریافت کرده بود به ماساژور شخصی خود فلیکس کرستن گفت که او همیشه نسخه‌ای از کتاب مقدس آریایی باستانی (کتابی قدیمی و هندی؟) را با خود حمل می‌کرده و احساس می‌کرده بهگود گیتا او را از احساس گناه در مورد کاری که انجام می‌داده و خود را مانند جنگجو آرجن می‌دانسته که به سادگی وظیفه‌اش را بدون دلبستگی به اعمالش انجام می‌دهد.

### نئونازیسم و آریاگرایی

نمادِ چرخ خورشید که توسط برخی نئونازی‌ها به عنوان نماد نژاد آریایی مورد استفاده قرار گرفته است.

از زمان شکست نظامی آلمان نازی توسط متفقین در سال ۱۹۴۵، برخی از نئونازی‌ها تعریف جامع‌تری از «آریایی» ارائه کردند و مدعی شدند که مردم اروپای غربی نزدیک‌ترین فرزندان آریایی‌های باستان هستند و همراه با مردمان نوردیک و ژرمن‌ها از نظر نژادی خالص‌ترین هستند.
به گفته نیکلاس گودریک-کلارک، بسیاری از نئونازی‌ها می‌خواهند کشوری استبدادی با الگوبرداری از آلمان نازی به نام امپراتوری غربی تأسیس کنند. اعتقاد بر این است که این کشور پیشنهادی می‌تواند با ترکیب زرادخانه‌های هسته‌ای چهار قدرت بزرگ جهانی آریایی، یعنی ایالات متحده، بریتانیا، فرانسه و روسیه تحت یک فرماندهی نظامی، به سلطه جهانی دست یابد.
این کشور پیشنهادی توسط شخصیتی شبیه به پیشوایان به نام Vindex رهبری می‌شود و تمام مناطق ساکن «نژاد آریایی» را که توسط نئونازی‌ها تصور می‌شود، شامل می‌شود. فقط آنهایی که از نژاد آریایی هستند شهروند کامل دولت خواهند بود. این امپراتوری یک برنامه قوی و پویا از اکتشافات فضایی را آغاز خواهد کرد و به دنبال آن توسط مهندسی ژنتیک یک ابرنژاد به نام Homo Galactica ایجاد خواهد کرد. مفهوم «امپراتوری غربی» (Western Imperium) همان‌طور که در جمله‌های پیشین ذکر شد بر اساس مفهوم اصلی Imperium است که در کتاب Imperium: The Philosophy of History and Politics در سال ۱۹۴۷ توسط فرانسیس پارکر یوکی به روز شده، توسعه یافته و اصلاح شده است و اوایل دهه ۱۹۹۰ در جزوات دیوید میات منتشر شد.

## آریایی‌گراییِ بریتانیا
دولت استعماریِ بریتانیا در هندوستان با الهام از ایده‌های آرتور دو گوبینو، تِزی از «نژاد آریا» به عنوان «نژاد برتر» را پرورش داده بود که به نفع امپراتوری خودش باشد. دولت بریتانیا نگرشِ نژادیِ آریاییِ خود را با تقسیم‌بندیِ کاست‌محورِ جامعه‌یِ هندوستان تلفیق کرده بود به شکلی که کاست‌های برتر، برخلاف کاست‌های پست‌تر، آریایی محسوب می‌شدند و اینگونه، برهمن‌ها آریایی و هم‌ترازِ انگلیسی‌ها محسوب می‌شدند.

## آریاسوفی
در سال ۱۸۸۸ یک نژادپرست آمریکایی به نام هلنا پترونا بلاواتسکی (Helena Petrovna Blavatsky) در کتابِ [خُرافی و شبهِ علمیِ] «دکترین راز» (The secret Doctrine) نوشت که روح نژاد اصلی آریایی به عنوان پنجمین نژاد از هفت نژاد اصلی از حدود یک میلیون سال پیش در آتلانتیس به تجسم درآمده است. اما به رغم اینکه او نژاد سامی را یک زیرمجموعه از نژاد اصلی آریایی محسوب کرده بود، در ادعایی متناقض می‌آورد که هیچگونه تقسیم‌بندی میان نژاد آریایی و سامی وجود ندارد و نژاد سامی به ویژه اعراب، گونه‌ای نژاد آریایی جدیدتر هستند که از نظر معنوی منحط شده، اما از نظر مادی بسیار کامل و پیشرفته هستند. او یهودیان و اعراب را برای مقاصدی که در نظر داشت، جزء نژاد سامی به حساب می‌آورد. بر طبق عقاید بلاواتسکی، یهودیان یک قبیله پَست از طبقه مطرود و سطح پایین هند به نام چاندالای (Tchandalas) بوده‌اند. او معتقد بود که قوم یهود از نسل ابراهیم هستند و «یهود» یک واژهٔ دستکاری‌شده به معنای «غیر برهمایی» است. این کتابِ بلاواتسکی با نام «تعالیمِ سِرّی» به فارسی ترجمه و منتشر شده است. بعدها یک شاعر و دلال آلمانی به نام گیدو فون لیست (Guido Von List) و برخی از پیروانش مانند لنتس فون لیبنفیلز (Lans Von Liebenfels) برخی عقاید بلاواتسکی را پروراندند و آن‌ها را عقاید ناسیونالیستی و فاشیستی درآمیختند. پس از چندی این طرف فکر به «آریاسوفی» (Ariosophy) معروف شد. آریاسوفی عبارت است از یک سیستم ایدئولوژیکی مربوط به علوم خفیه که به نیروهای مافوق طبیعت می‌پردازد و اسرار آن در نزد عالمانش پنهان می‌ماند. در آریاسوفی این عقیده وجود داشت که نژاد قدیمِ ژرمن بر سایر انسانها برتری دارد؛ زیرا بر پایه عقاید «علم حکمت کهن» (Theosophy) که بلاواتسکی بنیانگذارش بود، نژاد ژرمن یا نوردیک، جدیدترین زیرگروه از نژاد اصلی آریایی بود که تکامل یافته است. چنین افکاری به گسترش ایدئولوژی نازی‌ها کمک شایانی کرد.
با توجه به پیروی ایدئولوژی نازی‌ها از عقاید افسانه‌ای «آریاسوفی»، نژاد آریایی یک نژاد برتر محسوب می‌شد که تمدنی را پایه گذاری کرده بوده است که از حدود ده هزار سال پیش تمام جهان را از منطقه آتلانتیس/آتلانتیک تحت سلطه خود در آورده بوده است. اما هنگامیکه دیگر نقاط جهان پس از تخریب آتلانتیس در هشت هزار سال پیش از میلاد، تحت سیطره اقوام دیگر قرار گرفت، این تمدنِ موردِ ادعا رو به افول نهاد؛ چرا که نژادهای پست‌تر با نژاد آریایی مخلوط شدند با این حال از نظرِ آنان اختلاط نژادها با نژاد آریایی اثراتی از تمدن آریایی را در تبت از طریق آیین بودایی، در آمریکای مرکزی، آمریکای جنوبی و مصر باستان بر جای گذاشت. تاریخ تخریب آتلانتیس در «توهمات» آریاسوفی هشت هزار سال پیش از میلاد، یعنی دو هزار سال پس از بنیان‌گذاری این تمدن اعلام شده است. «توهمات» مذکور بر جنبه‌های محرمانه و درونی ایدئولوژی نازی‌ها اثر شگرفی گذاشت.